# São Lourenço de Mamporcão
São Lourenço de Mamporcão is een plaats (freguesia) in de Portugese gemeente Estremoz en telt 558 inwoners (2001).